# Protesten in Wit-Rusland in 2020 en 2021
De protesten in Wit-Rusland in 2020 en 2021 zijn een reeks lopende politieke demonstraties tegen de Wit-Russische regering en haar president Aleksandr Loekasjenko.

## Achtergrond

### Loekasjenko
Aan het begin van de protesten was Aleksandr Loekasjenko met een ambtstermijn van 26 jaar het langstzittende staatshoofd in de voormalige Sovjet-Unie. Hij wordt wel de "laatste dictator" van Europa genoemd, omdat hij bij de voorgaande vijf verkiezingen geen serieuze uitdager had gehad. Van de vijf door Loekasjenko gewonnen verkiezingen werd alleen de eerste door internationale waarnemers op geloofwaardige wijze als vrij en eerlijk beschouwd. Onder zijn autoritaire bewind heeft de regering de oppositie regelmatig onderdrukt.

### Demonstraties
De demonstraties, die deel uitmaken van de Wit-Russische democratiebeweging, begonnen zich voor te doen in de aanloop naar en tijdens de presidentsverkiezingen van 2020, waarin Loekasjenko een zesde ambtstermijn zocht.
Tijdens de presidentiële campagne verklaarde presidentskandidaat Svetlana Tichanovskaja dat de bevolking van Wit-Rusland een manier moest vinden om hun stem te beschermen. Alle protesten tegen Loekasjenko waren "zonder leider".
Loekasjenko kreeg meer publieke tegenstand te verduren tijdens de coronapandemie, waarvan hij de ernstige dreiging ontkende.

### Verkiezingen
Bij de verkiezingen op 9 augustus 2020 had Loekasjenko één tegenkandidaat, Svetlana Tichanovskaja. Andere potentiële presidentskandidaten, onder wie haar echtgenoot Sergej Tichanovski, Viktor Babariko en Valeri Tsepkalo, waren niet toegelaten. Een aantal van hen (en hun campagneleiders inclusief die van Tichanovskaja) verbleef in de campagneperiode in hechtenis op verdenking van staatsgevaarlijke activiteiten. Op de verkiezingsdag sprak Loekasjenko dreigementen uit tegen ieder die zou proberen de regering omver te werpen. Toen zich in de exitpoll een overweldigende meerderheid voor Loekasjenko aftekende, weigerden velen dat te geloven op grond van waarnemingen bij de stembureaus. In Minsk braken protesten uit, waartegen Loekasjenko de veiligheidstroepen inzette. Loekasjenko werd door de kiescommissie tot winnaar uitgeroepen met 80% van de stemmen, tegen 9,9% voor Tichanovskaja, die te kennen gaf zich daarbij niet neer te leggen. Ook regeringen van andere landen trokken een eerlijk verloop van de verkiezingen sterk in twijfel, temeer daar internationale waarnemers en buitenlandse verslaggevers niet waren toegelaten.

### Protesten

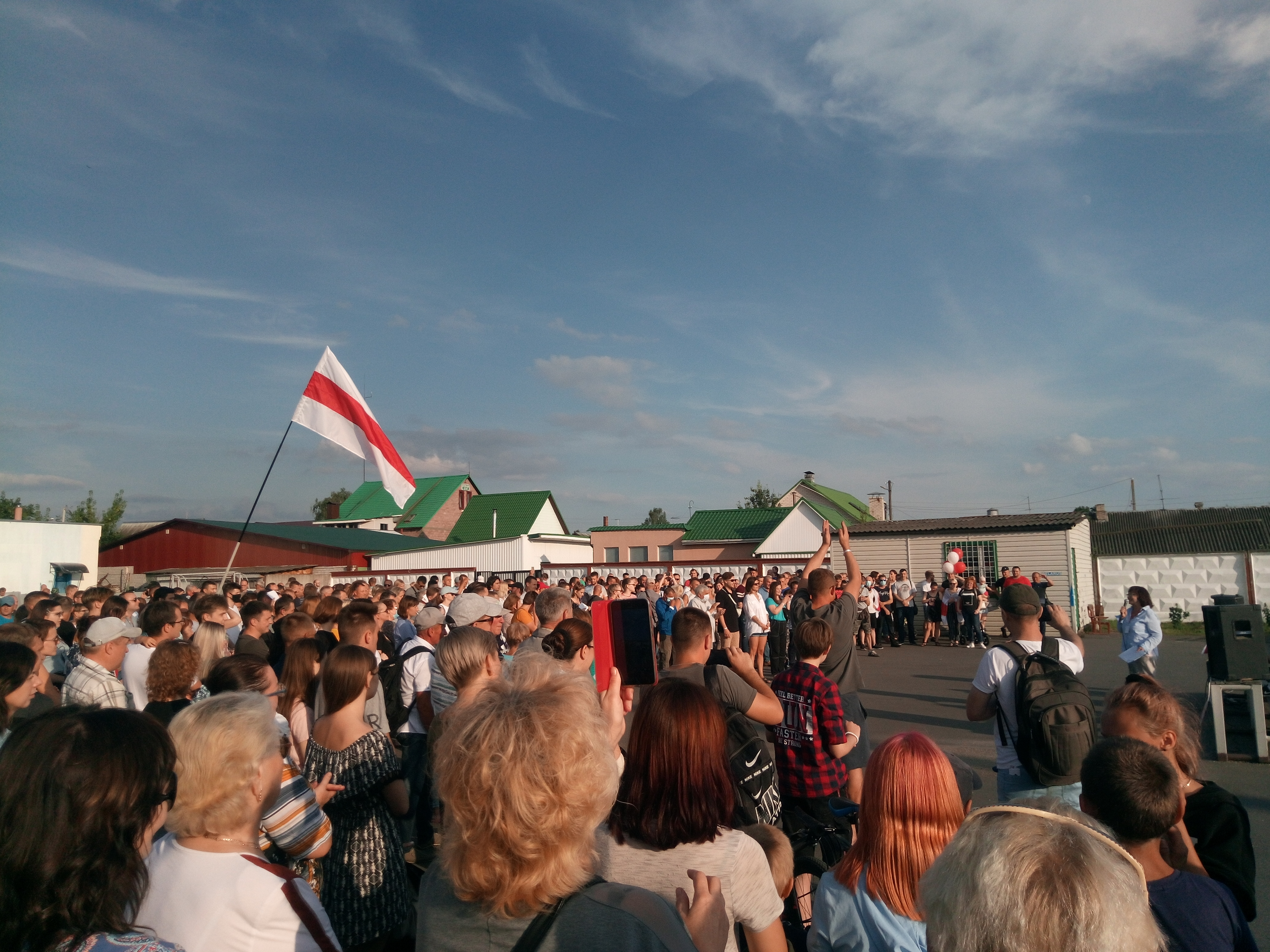
Marjina Horka (28 juli 2020)
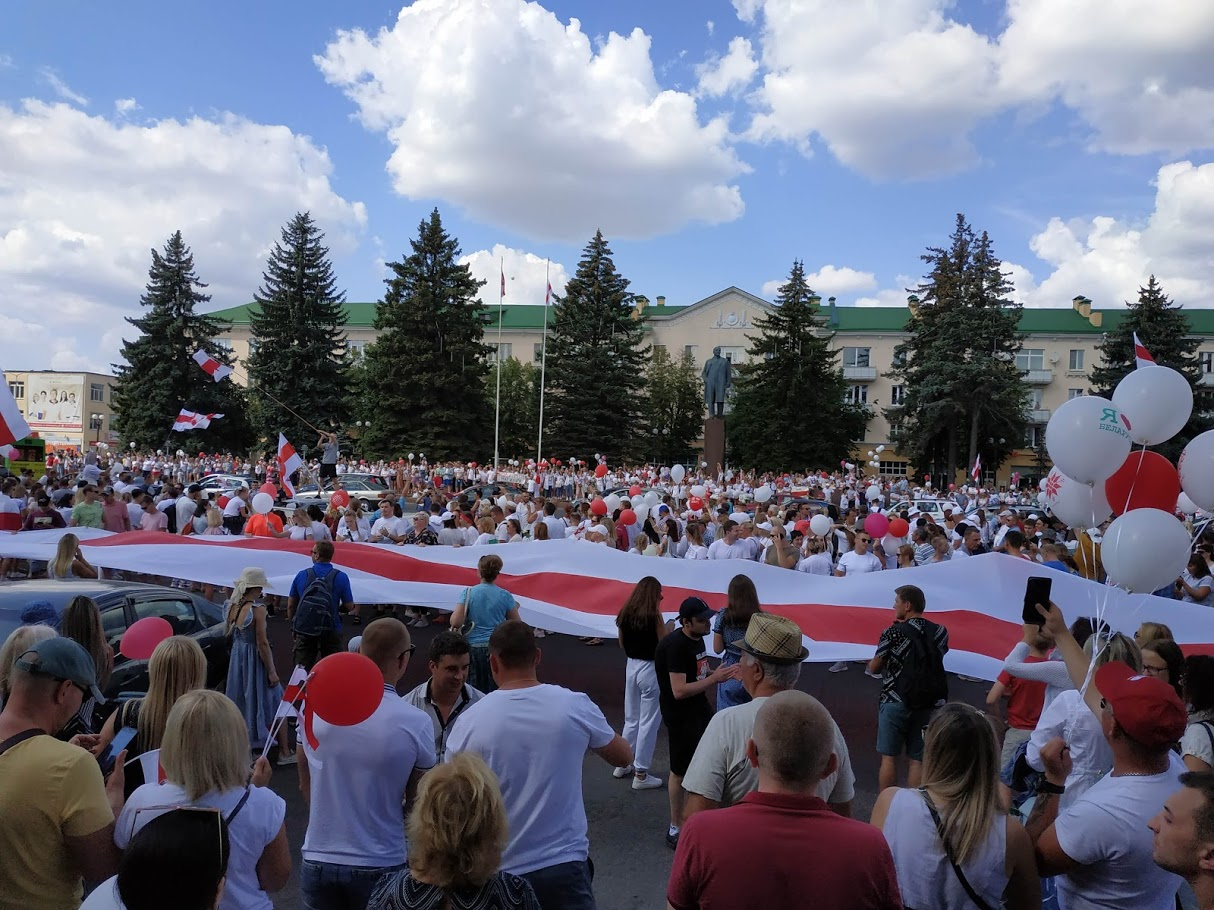
Baranavitsjy (16 augustus 2020)
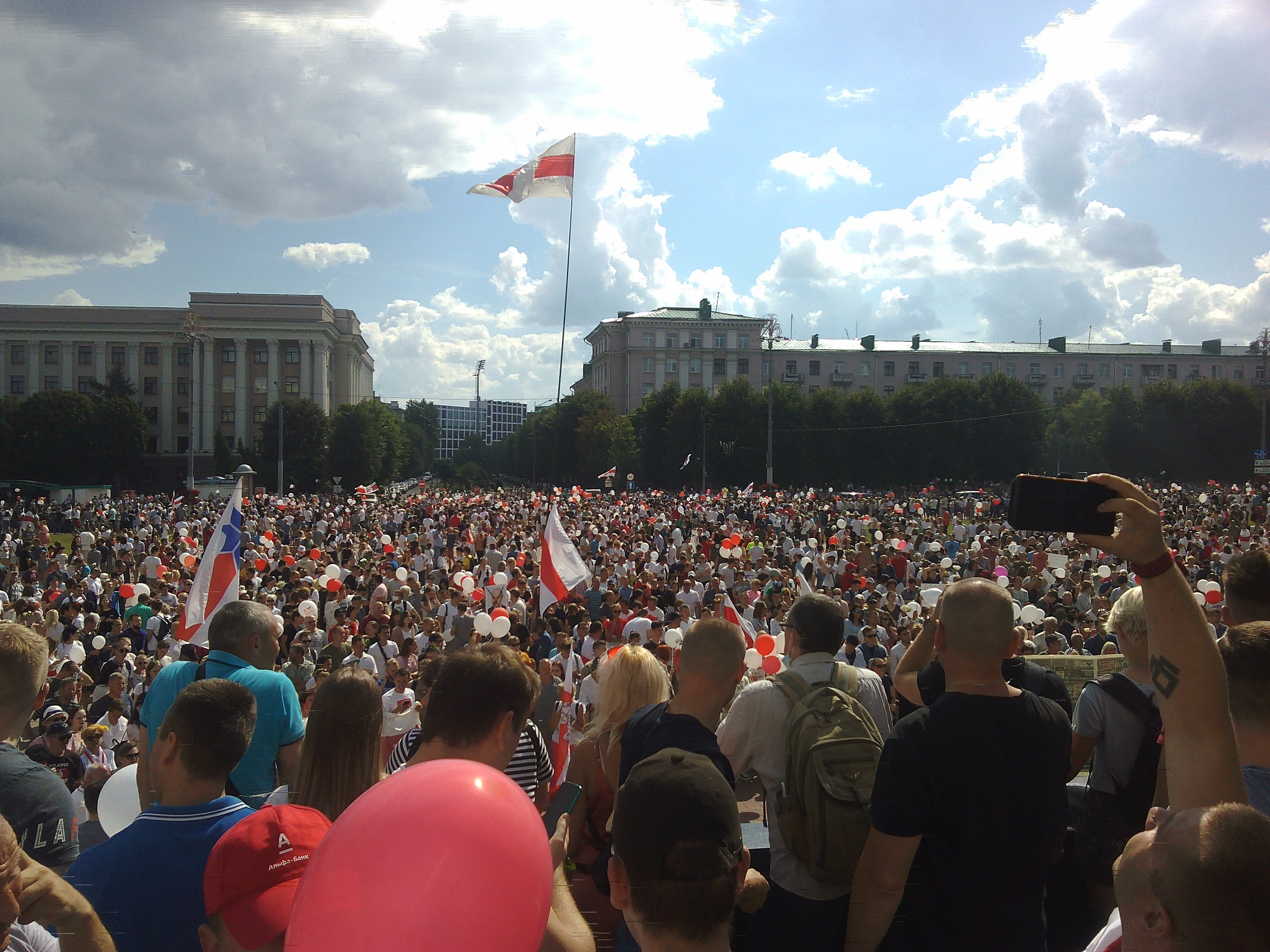
Mahiljow (16 augustus 2020)
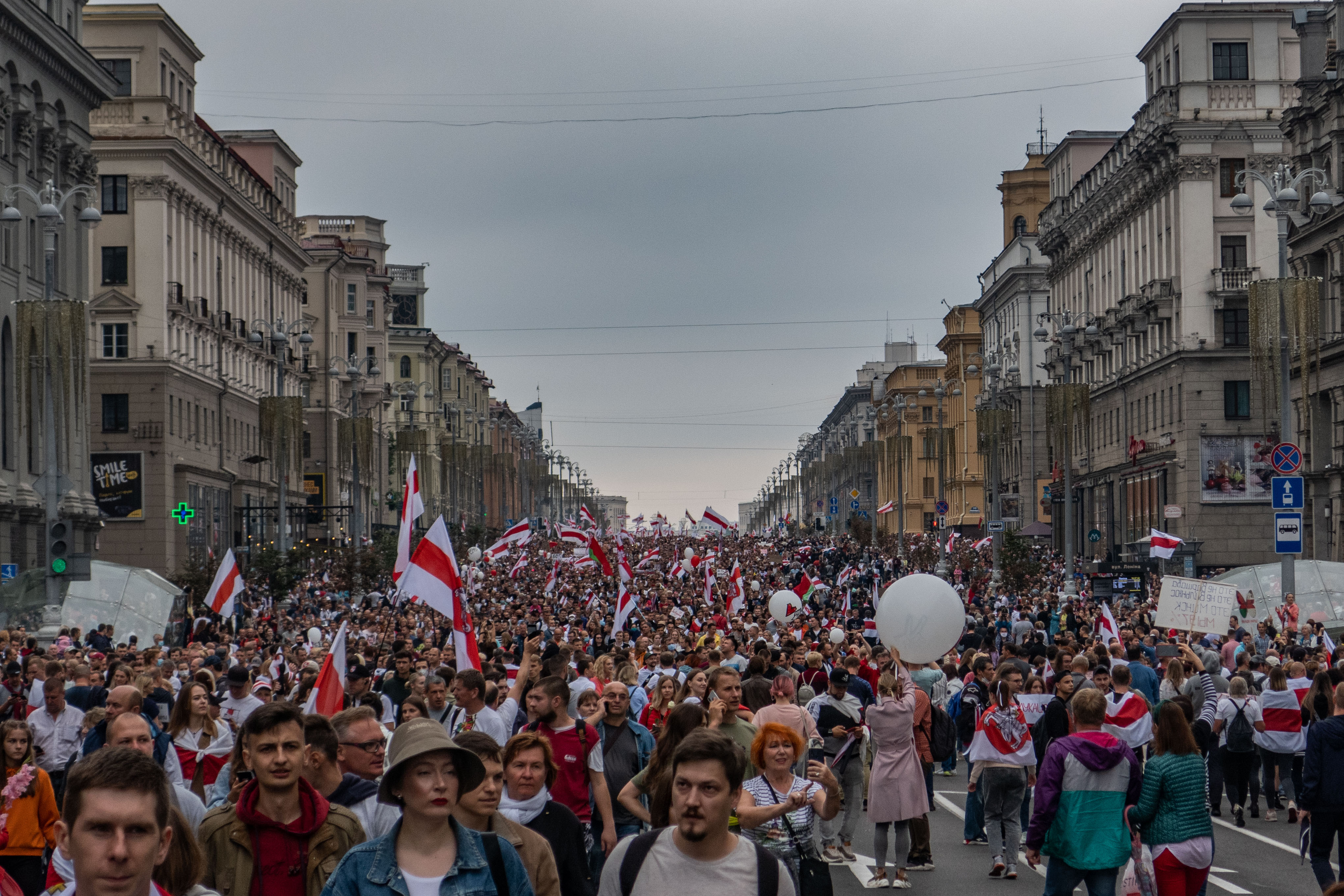
Minsk (23 augustus 2020)
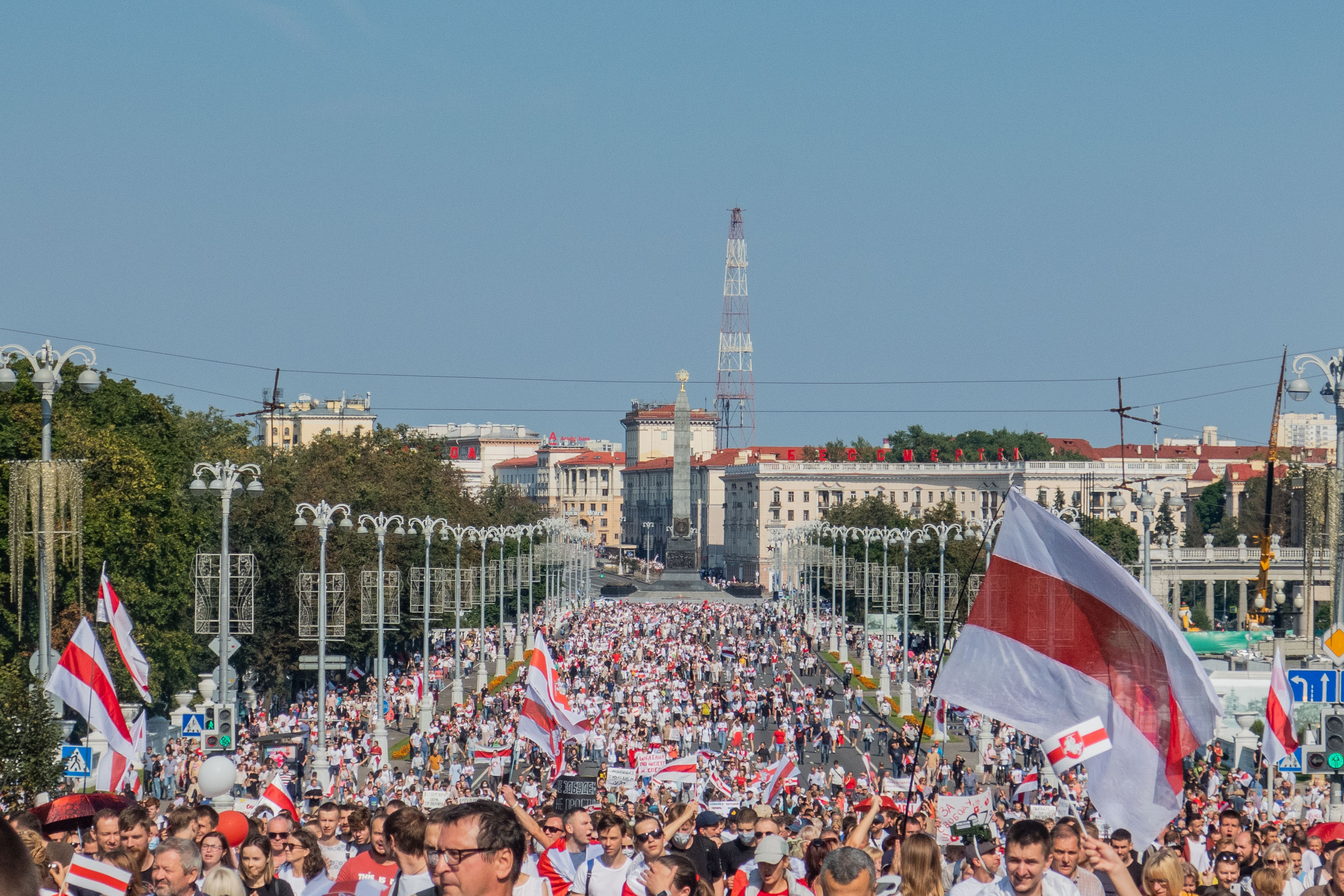
Minsk (30 augustus 2020)
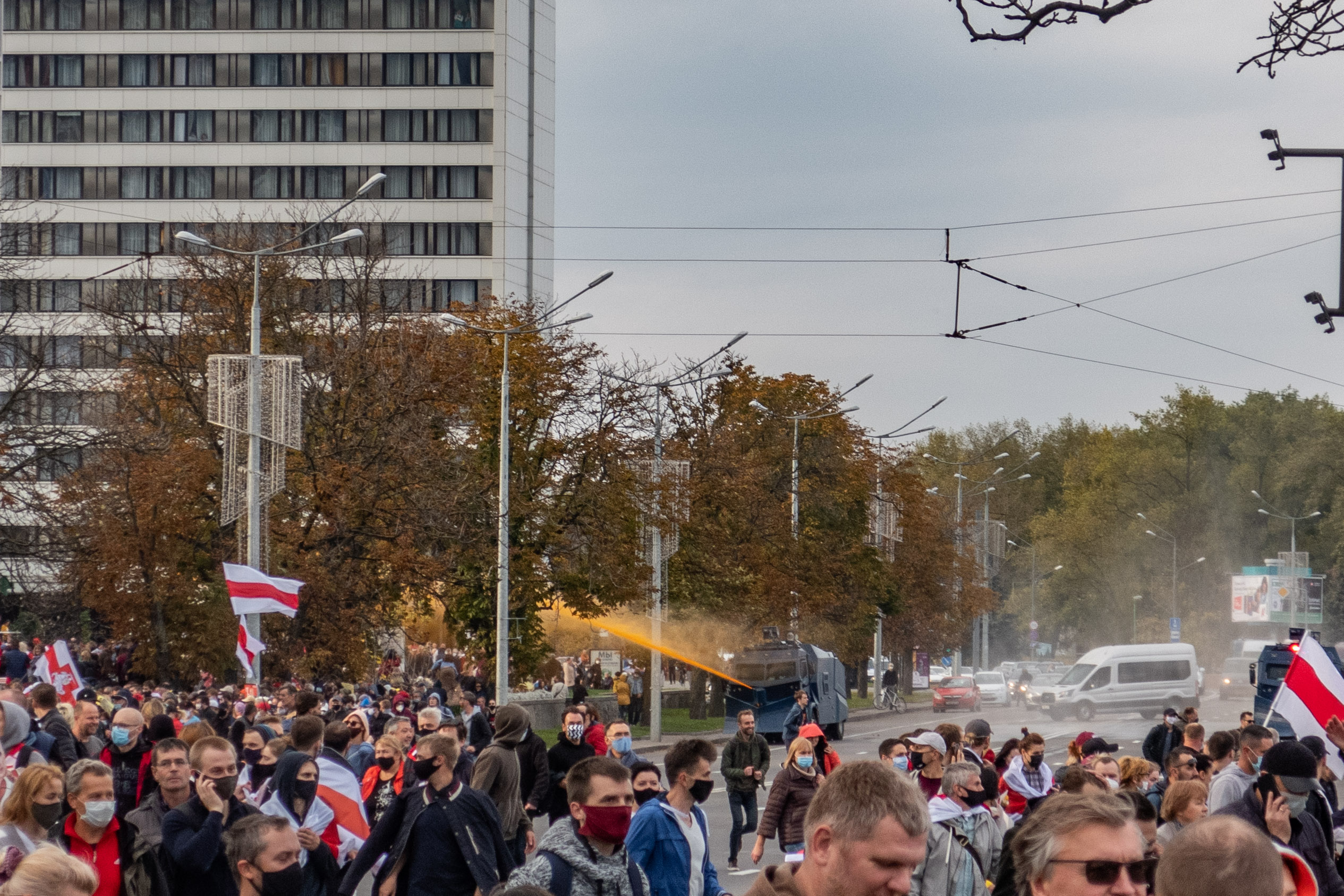
Minsk (4 oktober 2020)

In de week die volgde braken heftige protesten uit, waarbij burgers massaal de straat op gingen om te protesteren tegen wat zij zagen als stembusfraude. Loekasjenko zette daartegen de politie en de veiligheidstroepen in, die repressief geweld toepasten en duizenden demonstranten arresteerden. Tichanovskaja, die protest had aangetekend tegen de uitslag, moest uitwijken naar Litouwen. Op vrijdag 14 augustus werd een deel van de arrestanten vrijgelaten, waarbij aan het licht kwam dat sommigen tijdens hun hechtenis gemarteld waren. Op dezelfde dag besloot de Europese Unie sancties in te stellen tegen Loekasjenko.
Op 14 augustus claimde Svetlana Tichanovskaja dat ze de presidentsverkiezingen had gewonnen met 60-70% van de stemmen. Volgens Tichanovskaja waren alle Wit-Russen het erover eens dat de verkiezingen vervalst waren en dat de regering geen blijk gaf van sociaal leiderschap en respect.

### Coördinatieraad

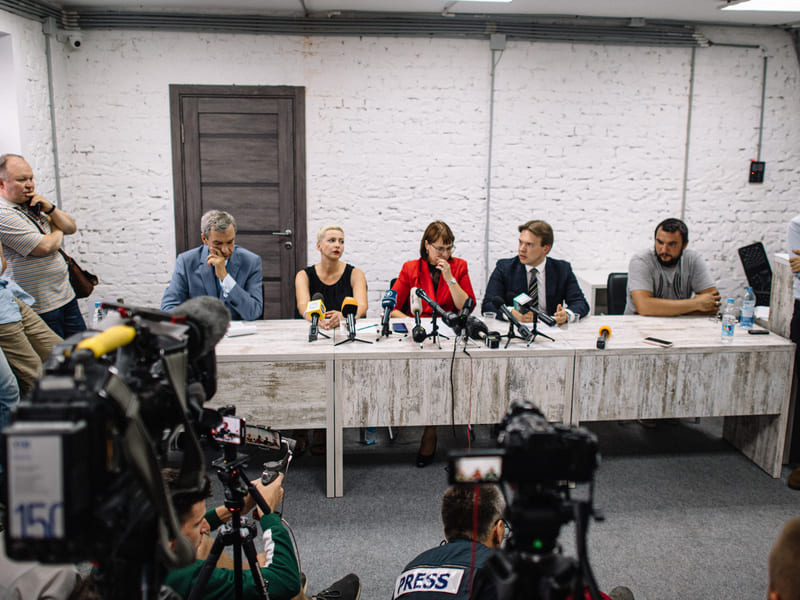
Eerste persconferentie van de coördinatieraad. (v.l.n.r. Pavel Latoesjko, Maria Kolesnikova, Olga Kovalkova, Maksim Znak en Sergej Dylevski)

Ook kondigde ze de oprichting aan van een 'coördinatieraad' van de oppositie, waarin onder anderen de mensenrechtenactivist Ales Bialiatski en de schrijfster Svetlana Aleksijevitsj, winnares van de Nobelprijs voor Literatuur 2015, zitting namen. De Wit-Russische justitie reageerde door een strafrechtelijk onderzoek naar de coördinatieraad aan te kondigen.
In de dagen die volgden stopte het politiegeweld, maar de demonstraties tegen Loekasjenko's bewind werden steeds massaler. De legitimiteit van zijn leiderschap werd openlijk in twijfel getrokken en de roep om zijn vertrek werd steeds luider. Op zondag 23 augustus vond een grote mars plaats, waaraan duizenden opposanten deelnamen. Loekasjenko en zijn vijftienjarige zoon vertoonden zich met geweren.  Twee leden van de coördinatieraad, Sergej Dylevski en Olga Kovalkova, werden op 24 augustus opgepakt en per arrestantenvliegtuig weggevoerd met onbekende bestemming.
De Russische president Poetin verklaarde op 27 augustus dat Rusland reservetroepen had gereedstaan om Loekasjenko te hulp te schieten als dat nodig mocht zijn, in het kader van het militaire verdrag tussen beide landen.

### Voortgezet protest

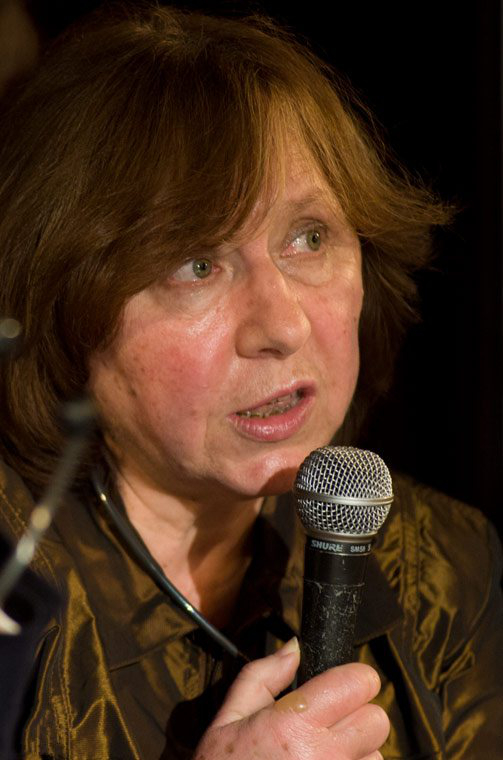
Nobelprijswinnares Svetlana Aleksijevitsj

Een kleine maand na de verkiezingsdag brachten de straatprotesten nog altijd duizenden mensen op de been. Over het algemeen verliepen zij vreedzaam, maar ze werden van de kant van de autoriteiten nog steeds met gewelddadig optreden en arrestaties beantwoord.
Omdat de protesten aanhielden en met geweld werden beantwoord zonder dat er uitzicht was op een vreedzame oplossing van het conflict met de regering, richtte Svetlana Tichanovskaja zich op 4 september tot de Veiligheidsraad van de Verenigde Naties met het verzoek het brute geweld van het regime in haar land te onderzoeken. Ze vroeg om de komst van VN-waarnemers en om een speciale zitting van de Mensenrechtencommissie van de Verenigde Naties.
Op 9 september 2020 bleken op een na alle leden van de oppositionele coördinatieraad te zijn gearresteerd, het land uitgezet of spoorloos verdwenen. Alleen Nobelprijswinnares Svetlana Aleksijevitsj was nog op vrije voeten. De indruk bestond dat zij te veel internationaal prestige genoot om te worden aangepakt. Eind september nam zij de wijk naar Berlijn, nadat ze in de weken ervoor ter bescherming was 'bewaakt' door diplomaten uit westerse landen.
De geweldloze protesten bleven doorgaan en brachten in Minsk, maar ook in andere steden, elk weekend vele tienduizenden mensen op de been, waarvan er steeds enkele honderden (vaak hardhandig) werden gearresteerd. Hiermee was in oktober 2020 een patstelling bereikt, zonder toenadering tussen de regering van Loekasjenko en de oppositie, waarvan de leiders waren gearresteerd of uitgeweken. Wel waren de EU-landen het eens geworden over sancties tegen Wit-Russische overheidsfunctionarissen. Tichanovskaja riep het buitenland op om druk te blijven uitoefenen.
Op 10 oktober 2020 had Loekasjenko een onaangekondigd, langdurig gesprek met een aantal gevangengenomen oppositieleiders. Of dit beschouwd kon worden als een doorbraak, was niet duidelijk. Volgens hem waren ze geen politiek gevangenen (want die waren er niet in Wit-Rusland), maar waren ze opgesloten omdat ze een misdrijf hadden  gepleegd. 
Later in dezelfde maand kende het Europees Parlement de Sacharovprijs voor de vrijheid van denken toe aan de vrouwen en mannen van de Wit-Russische oppositie.

### Impasse

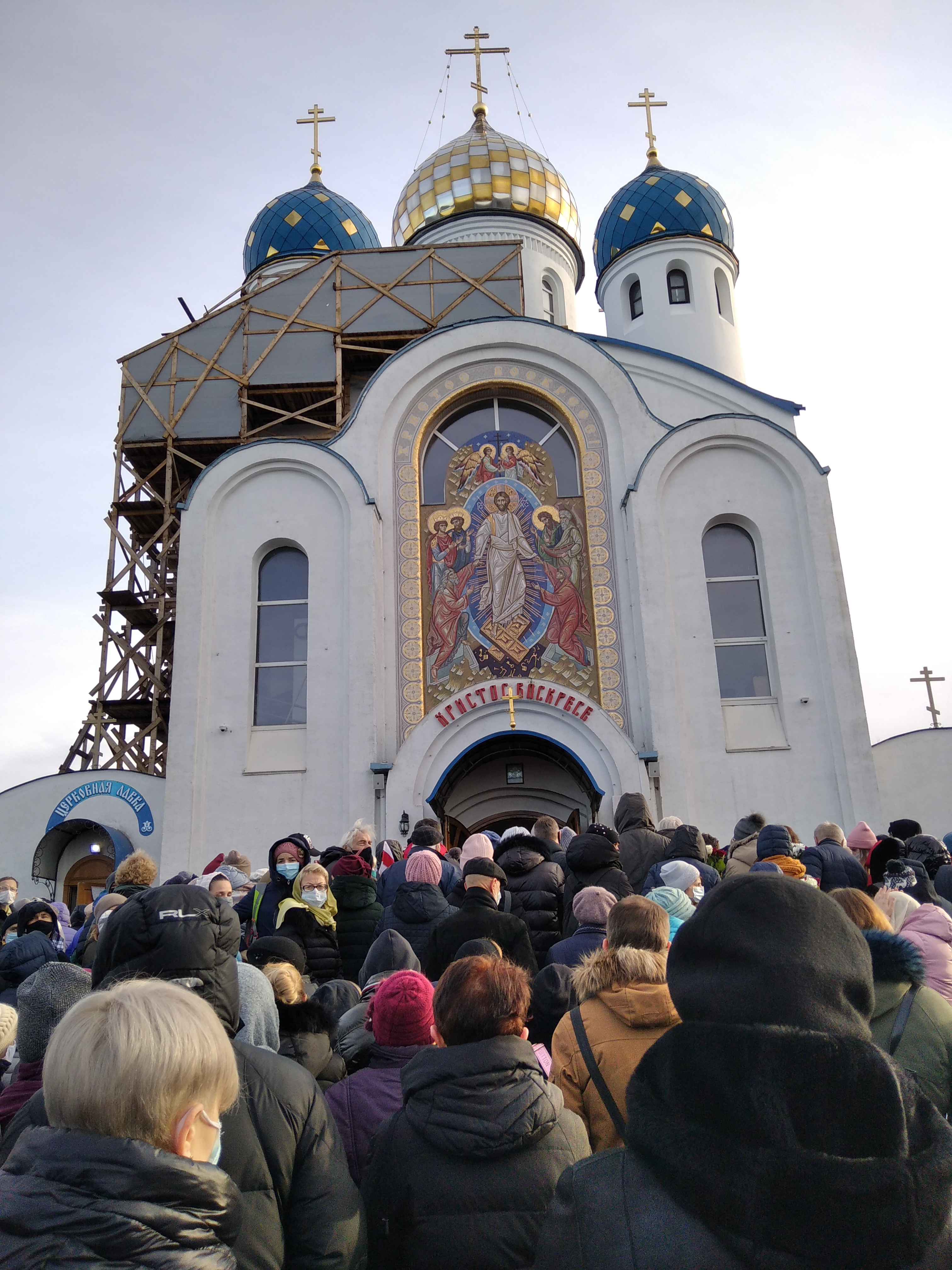
Rouw om Raman Bandarenka, 20 november 2020.

De impasse duurde echter voort en nog steeds gingen elk weekend vele tienduizenden demonstranten de straat op, van wie velen werden opgepakt. De verwachting dat politie, leger en veiligheidsdiensten zouden overlopen naar de oppositie, was vooralsnog niet uitgekomen.
Op de eis van de demonstranten om een onderzoek in te stellen naar de vermeende verkiezingsfraude werd niet ingegaan. Toen de wekelijkse protesten van duizenden Wit-Russen nog steeds doorgingen, pasten de veiligheidsdiensten een nieuwe tactiek toe door op 8 november 2020 honderden opposanten preventief op te pakken.
Later dat najaar verhardde zich de houding van de autoriteiten opnieuw en werden steeds zwaardere wapens ingezet om de demonstranten te verjagen en op te pakken.
Op 13 november 2020 viel in Minsk voor het eerst een dode bij de protesten. De demonstrerende kunstenaar Raman Bandarenka stierf in het ziekenhuis nadat hij twee dagen eerder door gemaskerde mannen was mishandeld. Op de plaats waar dat gebeurde, werd een gedenkplek ingericht, die een week later door de veiligheidstroepen werd vernietigd. Svetlana Tichanovskaja noemde Bandarenka een held "die stierf door de onmenselijkheid en de terreur van het regime". In een tv-interview benadrukte Loekasjenko dat hij de protesten als illegaal beschouwde. Bandarenka zou niet het slachtoffer zijn van politiegeweld, maar van een handgemeen dat hij had gehad met burgers. De Europese Unie noemde de acties van de Wit-Russische autoriteiten "afschuwelijk en schaamteloos".
De demonstraties op zondag in Minsk en andere steden gingen de rest van het jaar 2020 nog door, maar er leek geen beweging te komen in de ontstane patstelling tussen regering en oppositie, zodat zich bij de protestbeweging een vorm van defaitisme begon te openbaren.

### 2021
Hoewel Tichanovskaja de opposanten had opgeroepen hun krachten te sparen tot na de koude winter, waren er begin 2021 nog steeds beperkte demonstraties op zondag. In februari 2021, een half jaar na de verkiezingen, was Loekasjenko's presidentschap onaangetast. De Wit-Russische mensenrechtenorganisatie Viasna stelde vast dat in dat halve jaar 33.000 aanhoudingen op politieke gronden waren verricht, waarbij de meeste  aangehouden demonstranten celstraffen tot 25 dagen of geldboetes opgelegd hadden gekregen. De meesten van de 239 politiek gevangenen van dat moment waren veroordeeld tot gevangenisstraffen van twee tot vijf jaar. Er waren 1000 gevallen van marteling gedocumenteerd. Voor advocaten was het soms onmogelijk contact te krijgen met hun cliënten en de verdediging in de rechtszaal werd bemoeilijkt.
Twee Wit-Russische journalisten die voor het Poolse Belsat TV verslag hadden gedaan van de rouwbijeenkomst voor de in november omgekomen demonstrant Bandarenka werden op 18 februari veroordeeld tot twee jaar gevangenisstraf. Dit leidde tot protest van de Poolse president Andrzej Duda en de EU. In het algemeen bestond de indruk dat Loekasjenko de opstand met succes had onderdrukt, al was zijn internationale isolement (afgezien van Rusland) vergroot.
Na een winterpauze van enkele maanden vond op 28 maart 2021 weer een grote demonstratie plaats, die door de oproerpolitie hardhandig werd beantwoord. Doordat de Wit-Russische media beperkt waren in hun mogelijkheden en buitenlandse journalisten werden geweerd, was het moeilijk om de omvang van het protest te meten. Volgens mensenrechtenorganisaties waren er meer dan 200 arrestanten.

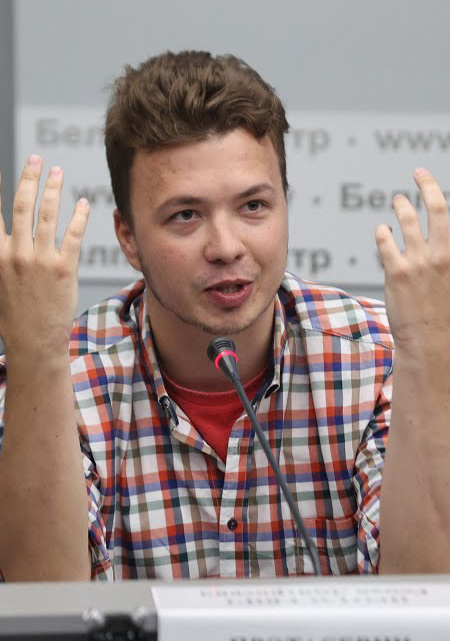
journalist Roman Protasevitsj

De aandacht vanuit het buitenland voor de protestbeweging leek weg te ebben, toen een onverwachte actie van Loekasjenko's veiligheidsdienst grote internationale verontwaardiging veroorzaakte. Op 23 mei 2021 werd Ryanair-vlucht 4978 onderweg van Griekenland naar Litouwen, onder bedreiging van een MiG-29-straaljager tot landen gedwongen op de Nationale Luchthaven Minsk. Daar werd een passagier gearresteerd met het argument dat hij op de terroristenlijst stond. Het was de kritische Wit-Russische journalist Roman Protasevitsj, oprichter van het nieuwskanaal Nexta dat regelmatig verslag deed van de protestacties en de overheidsreacties daarop. Oppositieleider Tichanovskaja eiste een onderzoek door de internationale luchtvaartautoriteiten en nieuwe sancties tegen de Wit-Russische overheid. Ze verklaarde dat Loekasjenko’s regime de levens van de passagiers in gevaar had gebracht en dat niemand die over het land vloog nog veilig was. EU-functionarissen en regeringsleiders keurden de 'ongekende daad van staatsterrorisme' in krachtige bewoordingen af en bespraken sancties tegen deze 'luchtpiraterij'.
In interviews wees Tichanovskaja erop dat Loekasjenko gebruik had gemaakt van de impasse in de internationale belangstelling en dat de repressie groter was dan ooit. In dezelfde week pleitte zij in een ontmoeting met de Nederlandse premier Mark Rutte en minister van buitenlandse zaken Sigrid Kaag voor vergaande Europese sancties tegen Wit-Rusland.
Viktor Babariko, de oppositieleider die in 2020 was opgepakt nadat hij zich kandidaat had gesteld bij de presidentsverkiezingen, werd in juli 2021 veroordeeld tot veertien jaar cel. Enkele dagen later werd de onafhankelijke nieuwssite Nasha Niva door de autoriteiten offline gehaald op beschuldiging stukken met verboden inhoud te hebben gepubliceerd. De redactieburelen werden doorzocht en journalisten zouden zijn gearresteerd.
Twee leden van de coördinatieraad die in 2020 een vredelievende overdracht van de macht had willen organiseren, werden in september 2021 veroordeeld tot langdurige gevangenisstraffen: Maria Kolesnikova, die geweigerd had zich het land uit te laten zetten, tot elf jaar en Maxim Znak tot tien jaar.

## Wit-rood-witte vlag

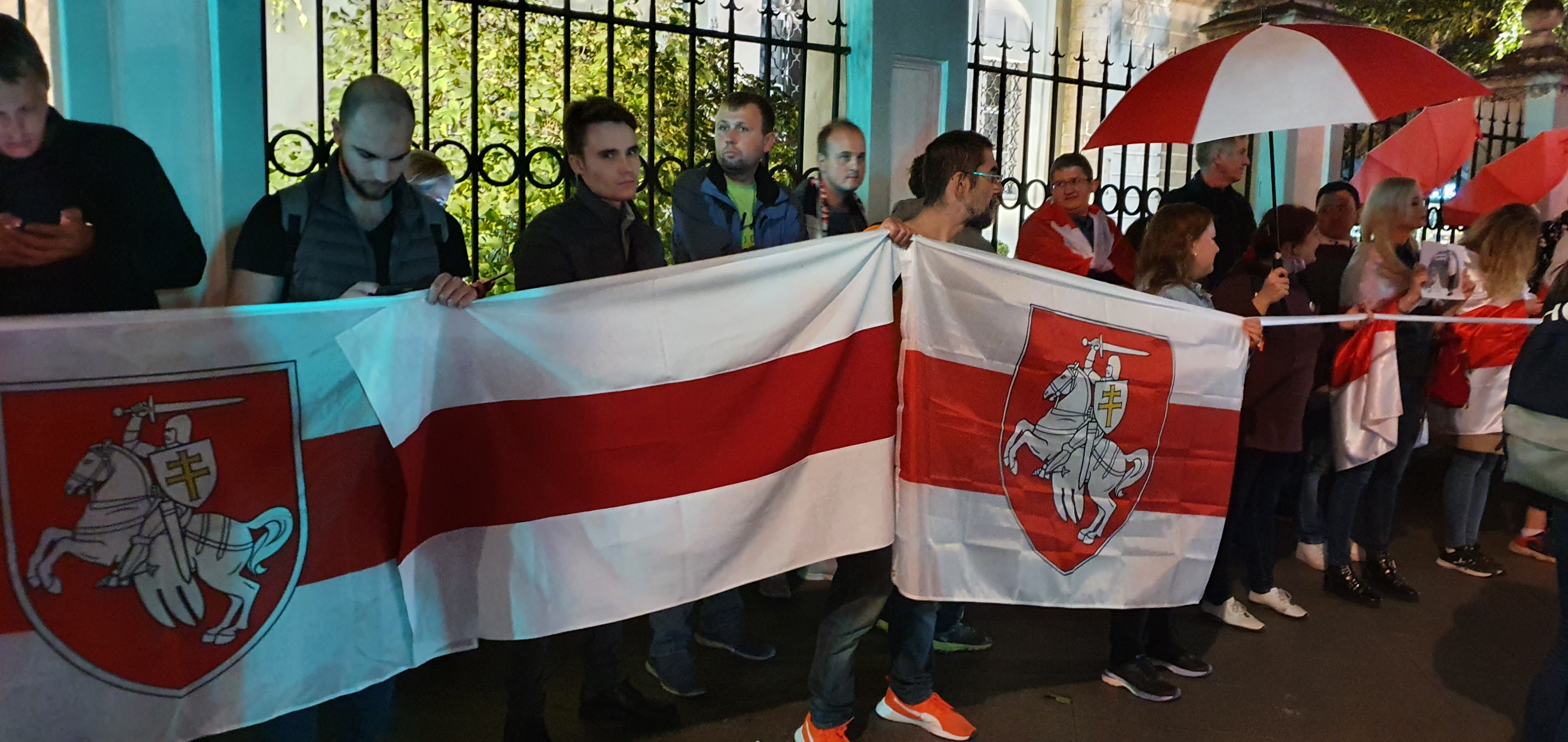
Protest bij de Wit-Russische ambassade in Moskou (september 2020)

Het symbool van de demonstranten is de voormalige wit-rood-witte vlag van het land. Loekasjenko legde hiermee een verband tussen de demonstranten en de nazi-collaborateurs in de Tweede Wereldoorlog. Deze gebruikten de wit-rood-witte vlag namelijk ook om zich af te zetten tegen de Sovjet-Unie. Tijdens de protestacties van 2020-2021 kon alleen al het dragen van rood-witte kleding leiden tot arrestatie.